# Hakea linearis
Hakea linearis är en tvåhjärtbladig växtart som beskrevs av Robert Brown. Hakea linearis ingår i släktet Hakea och familjen Proteaceae. Inga underarter finns listade i Catalogue of Life.